# Sweet Grass (jefe cri)
Sweet Grass, en su idioma, Wikaskokiseyin o Wihaskokiseyin, (c. 1815
 – enero de 1877) fue un jefe de los Cree en los años 1860 y 1870 en el oeste de Canadá. Trabajó con otros jefes y bandas para participar en incursiones contra tribus enemigas. Mientras era jefe, Sweet Grass notó el hambre y las dificultades económicas que enfrentaban los cri. Esto lo impulsó a trabajar con la corona canadiense y finalmente firmar el Tratado 6. Sweet Grass, del inglés Hierba Dulce, creía que trabajar junto al gobierno era una de las únicas soluciones a las dificultades diarias a las que se enfrentaban los cri. La Reserva Sweet Grass al oeste de Battleford, Saskatchewan, recibió su nombre en su honor y persiste activa en la actualidad.

## Biografía

### Primeros años
Wikaskokiseyin nació en un campamento cri en el área cercana a Fort Pitt, Saskatchewan. La fecha y el lugar exactos de su nacimiento no están registrados en los anales canadienses. Su madre fue secuestrada durante una guerra con los cri de una tribu ubicada alrededor de Misuri. Debido a esto, Sweet Grass no fue criado cri sino Crow. Tampoco hay registros de su padre. Sweet Grass nació con el nombre Okimasis, que se traduce como El-que-no-tiene-nombre, y Little Chief, relacionado con su pequeño tamaño. Los guerreros se burlaban constantemente de él debido a su estatura dentro de su aldea. Su nombre, "Sweet Grass", se inspiró en una hazaña audaz que intentó cuando era joven. Se aventuró en el territorio de los Blackfoot, completamente solo con el objetivo de capturar una manada de caballos. Acercándose al pastoral, se escondió en un arbusto y como un hombre avanzaba hacia él, sacó su arco, lo mató y le cortó el cuero cabelludo; procediendo a asaltar el lugar para retornar con cuarenta caballos a su tribu. Presentó a sus jefes una colección de hierba bañada en la sangre del hombre que había matado.Esto fue recibido con cánticos por los aldeanos de la himno tradicional "Sweet Grass", que finalmente se convertiría en su nombre al ser nombrado Jefe en 1870. Más tarde ese año, Sweet Grass fue convertido al catolicismo romano por el padre Albert Lacombe y fue bautizado con el nombre cristiano Abraham. 

### Infancia cri
Debido al hecho de que la madre de Sweet Grass fue capturada por una tribu Cri, se desconoce si participó en las tradiciones establecidas de nacimiento y nombramiento de un recién nacido. Sin embargo, los Cri tenían un proceso mediante el cual nombraban a sus hijos. El padre del niño pediría ayuda a los chamanes Cri con poderes espirituales en el proceso de nombramiento.La decisión del chamán se basaría en un personaje o incidente que vio en visión. Una vez decidido el nombre, el niño pasaba por el grupo donde cada individuo lo bendijo. Esta ceremonia generalmente tenía lugar cuando el niño cumplía un año de edad.No hay constancia de si Sweet Grass y su madre participaron en esta ceremonia. Sin embargo, es probable que el nombramiento sucedió porque Sweet Grass nació en un campamento Cri. Los niños normalmente vivían una infancia sin preocupaciones y aventurera.  Los niños no usaban mucha ropa y los niños no usaban nada hasta los cinco años.  Los niños no pasaban mucho tiempo con sus padres mientras crecían, sino con sus abuelos.  La infancia de Sweet Grass probablemente fue en contra de esta norma cri debido a la captura de su madre. Los jóvenes se unían a un cazador o guerrero al que admiraban y los seguían o seguían en el desempeño de sus tareas.  Lo más probable es que Sweet Grass no participara en esta tradición ni en muchas otras de la infancia. La incursión de caballos en terreno Pies Negros puede haber sido un intento de demostrar su valía a la tribu y buscar su aceptación. 

## Banda Cri
Cuando Sweet Grass era jefe de los cri, las diferentes bandas estaban sueltas en áreas amplias y generalmente recibían nombres del territorio en el que operaban. No era raro que diferentes bandas cazaran y realizaran rituales juntas, como se vio ente Sweet Grass y Oso Grande ". Las familias tenían la posibilidad de separarse de su banda actual y unirse a otra en otro lugar.  Las sociedades Cri se dividieron en diferentes roles, como el de Jefe, que era el título que ostentaba Sweet Grass. También había ancianos y guerreros del pueblo. Por lo general, había una gran cantidad de guerreros dentro de una banda y estos hombres tenían un prestigio extremadamente alto.
El ayudante espiritual de Sweet Grass que representaba a su supremo creador era el mosquito, al que a menudo buscaba como guía. Creía que el insecto se había apiadado de él, lo que lo llevó a convertirse en jefe. Los Cri creen que el espíritu creador estaba en todos los seres vivos que los rodeaban. Un individuo adquirió un ayudante espiritual después de que se le apareció en una visión.Este espíritu no proporcionó ayuda ni ayuda directa de ninguna manera, sino que proporciona orientación. Los Cri creen que cada individuo tiene un alma que se encuentra en la nuca. El alma podía abandonar el cuerpo durante las visiones donde acompañaba a su ayudante espiritual. Después de la muerte, el alma vagaba por la tierra durante cuatro días y luego viajaba a la tierra de los muertos, que se creía que estaba en la Vía Láctea.

### Rol como jefe
La contribución más importante de un jefe era mantener la paz durante el día a día resolviendo las discusiones entre los demás miembros de la banda. Sweet Grass entendió los sacrificios que era necesario hacer para mejorar la banda. Durante una cacería, el caballo de Sweet Grass no pudo mantener la calma, lo que afectó la caza de búfalos. A pesar de ser un caballo muy valioso, Sweet Grass lo cambió por uno inferior, entendiendo la importancia del grupo sobre el individuo. No era raro que hubiera más de un jefe con distintos niveles de prestigio. Durante la firma del tratado 6, Sweet Grass fue uno de los jefes Cri de las llanuras más respetados y se le otorgó un puesto de importancia durante las negociaciones. La falta de territorio para cazar, junto con la disminución de los búfalos, dejó a los cri indefensos. Ambas cuestiones se convirtieron en un tema extremadamente importante discutido en las negociaciones del tratado en las que Sweet Grass estuvo muy involucrado.
En 1870 el jefe cri Sweet Grass se dejó bautizar y recibió el nombre de Abraham.

### Asociación con Gran Oso
Sweet Grass a menudo trabajaba en estrecha colaboración con el jefe Cri, Oso Grande. Cazaban en el mismo territorio y, a menudo, cazaban y acampaban juntos. Sweet Grass era diez años mayor, por lo que Oso Grande lo reconoció como el jefe superior. Además, Oso Grande era en parte Ojibwa, lo que significaba que ambos jefes no eran completamente Cri.Oso Grande admiraba a Sweet Grass por su valentía y la guía que a menudo recibía de su ayudante espiritual. Ambos Jefes trabajarían juntos en múltiples incursiones en terrenos de los Pies Negros. En una ocasión, Sweet Grass y Oso Grande reunieron a 18 guerreros Cri con el propósito de asaltar el territorio de caza de Blackfoot. Después de verse obligado a establecer un campamento a lo largo de un río debido a una tormenta de nieve, un miembro de su grupo de guerra salió a recoger comida y vio a un miembro solitario de los Blackfoot a pie reuniendo caballos. Al informar de su avistamiento a los demás, deciden matar al hombre y robarle los caballos. El intento de incursión salió mal cuando Sweet Grass y Oso Grande casi tropezaron con el campamento principal de Blackfoot. Siguieron días de lucha, sin embargo, ambos jefes lograron sobrevivir. 

## Relación con el gobierno canadiense
A lo largo del siglo XIX, parecía como si el gobierno federal de Canadá, con sede en Ottawa, trabajara para aumentar la dependencia que los aborígenes tenían del gobierno. El gobierno quería que las tribus se volvieran más democráticas en la administración de las reservas y dependieran menos de los jefes que tradicionalmente eran los líderes de la comunidad. Naturalmente, esto enfureció a muchas comunidades indígenas que estaban más inclinadas a contraatacar que a trabajar con el gobierno. Sweet Grass era uno de los Jefes que estaba más dispuesto a trabajar con el gobierno. Una de las peticiones que Sweet Grass hizo al gobierno fue enseñar a los Cri mejores técnicas agrícolas. Otra era que el gobierno debería dejar de suministrar armas a los Blackfeet, que eran enemigos de su tribu. Estos fueron sólo algunos de los aspectos en los que Sweet Grass trabajó con el gobierno. El objetivo general que Sweet Grass quería lograr era poner fin al faccionalismo que había estado plagando a los Cri de las planicies durante años. La visión de Sweet Grass de trabajar con el gobierno federal fue cuestionada por otros líderes cri prominentes.
Para el momento que Sweet Grass era jefe, el gobierno canadiense ya tenía predeterminado los objetivos hacia las comunidades indígenas,visión que dañó inmediatamente a las comunidades indígenas, ya que eran culturas autónomas que evolucionaron a su propia medida. Sweet Grass, junto con otros tres jefes, intentaron adelantarse al control gubernamental reuniéndose con el representante del gobierno canadiense en el oeste para solicitar la venta de tierras al gobierno por parte de la Compañía de la Bahía de Hudson (HBC). Esta tierra no era propiedad de HBC para venderla, lo cual es un problema que había ocurrido varias veces a los grupos indígenas en todo Canadá. También querían que el gobierno rindiera cuentas por el agotamiento del suministro de alimentos dentro de los territorios indígenas. Sweet Grass también había solicitado que el gobierno proporcionara los suministros necesarios para que pudieran mantenerse cuando la caza tradicional no fuera una opción. Quien fue responsable de transmitir estas inquietudes no lo hizo de manera tan efectiva ya que muchas de las solicitudes no fueron atendidas, al menos no cuando más lo necesitaban.

### Tratado 6
El Tratado 6 fue la legislación más importante entre los líderes Cri de las llanuras y el gobierno colonial. Firmado en 1876, el Tratado 6 fue el acuerdo entre el gobierno de Canadá y los pueblos indígenas que viven en partes de Saskatchewan y Alberta.La visión de Sweet Grass no coincidió con la de Oso Grande, quien creía que era necesario formar una Confederación como un frente unido para obtener las mejores condiciones para todos.Oso Grande fue consciente de lo que prometió el gobierno ya que no fue invitado a la negociación y firma original del Tratado 6. Lo que produjo el Tratado 6 fue más división y segregación entre los colonos europeos y los pueblos indígenas. Los indígenas se vieron obligados a elegir entre vivir en reservas, recibir una cantidad fija de dinero cada año durante el resto de sus vidas o intentar asimilarse y perder su estatus.El lenguaje utilizado para referirse a los pueblos indígenas que optaron por no asentarse en las reservas tampoco ayudó a aliviar las tensiones. La palabra específica utilizada fue “rezagados”, lo que dio la impresión de que el gobierno no veía a estas personas más que rezagadas en la imagen idealizada de Canadá de cómo sería la vida de los pueblos indígenas.  La falta de preparación o quizás falta de voluntad del gobierno canadiense para abordar los problemas de los pueblos indígenas continuó mucho después de la firma del Tratado 6, pero Sweet Grass creía firmemente que ésta era la mejor manera de garantizar que la cultura indígena sobreviviera. 

## Conflicto tribal
La firma del Tratado 6 no fue el único motivo de conflicto entre los Cri y otras tribus indígenas prominentes de la región. Cuando Sweet Grass se convirtió en Jefe, su tribu ya había estado en una paz supuesta con los Pies Negros.  Sweet Grass se había esforzado por mantener esta paz a pesar de que incomodaba a muchos de su pueblo. Parte de lo que los cri querían que se reflejara en los términos del Tratado 6 era el fin del faccionalismo que había enfrentado a los miembros más jóvenes de la comunidad cri contra los líderes indígenas de mayor edad. El resultado de este faccionalismo fue el resurgimiento del conflicto entre la tribu de Sweet Grass y los pies negros. El pico del conflicto se produjo en 1861, cuando los pies negros amenazaron con matar a cualquier cri, métis o hombre blanco con el que tropezaran. Siempre que se formaba un grupo de guerra cri para ir a cazar al territorio de los pies negros, había que actuar con cautela, especialmente después de que se había establecido la amenaza. Sweet Grass y Oso Negro habían formado un grupo de guerra para este propósito exacto. El propio Sweet Grass mató a un Jefe pies negros que había estado usando un árbol hueco como escudo disparándole y atravesándole el corazón.
Los cri de las llanuras no siempre fueron víctimas de este conflicto. En 1860, un miembro de los Cri de las llanuras había matado a un jefe pies negros, lo que había provocado una guerra contra las dos bandas. Aunque no se sabe cuál de los Jefes cri apoyó un ataque inesperado contra un Jefe Blackfoot, se sabe que Sweet Grass no estaba entre ellos. Enviaron un grupo de guerra a un campamento de los pies negros y mataron a 18 de sus habitantes además de robar caballos. Algunos de los cri de las llanuras simplemente no podían aceptar la paz con los pies negros. En otro caso, Sweet Grass había invitado a los pies negros a su campamento en un intento de iniciar una paz duradera con ellos.  El resultado fue una mayor hostilidad por parte de su gente que había acosado a los pies negros invitados por Sweet Grass. En 1862, Sweet Grass acompañó a Broken Arm, conocido por su capacidad para negociar la paz, junto con cincuenta escoltas para finalmente hacer las paces con los pies negros. La paz entre los pies negros y los cri de las llanuras no dura mucho. Después de la firma del Tratado 6, los pies negros y los cri de las llanuras continuaron peleando por la caza a medida que el número de búfalos disminuía con cada año que pasaba.

## Muerte
El 11 de enero de 1877, Sweet Grass tuvo una discusión con su hermano tras la firma del tratado 6. Su hermano creía que le habían dado demasiado al gobierno en el tratado. Intentó tomar la pistola de Sweet Grass y se disparó accidentalmente, lo que provocó su muerte por herida de bala.

## Legado
Sweet Grass, a través de políticas y acciones, tendría un impacto duradero en los Cri de las llanuras. Como líder Cri fue muy respetado durante una época de conflictos. En 1870, el jefe Sweet Grass comenzaría a integrarse más en la sociedad canadiense. Debido a que los misioneros se mudaron al interior, hubo una presión más significativa para convertirse a las religiones europeas, lo que hicieron muchos de los cri. Con la invasión de colonos y otros grupos indígenas, la disminución de la caza tradicional  y las enfermedades rampantes,  Sweet Grass y su banda de Cri estaban desesperados por apoyo. Cuando el gobierno canadiense propuso el Tratado 6 en 1876, Sweetgrass tuvo una profunda influencia a la hora de incorporar a los Cri de las llanuras al acuerdo.  Esta sería la última influencia significativa de Sweet Grass sobre su pueblo, ya que moriría poco después de firmar el Tratado. Si bien se puede considerar que la firma del tratado significa la venta de los derechos indígenas, pudo traer medicamentos y alimentos muy necesarios a los cri que no tenían suficientes opciones.

### Impactos del Tratado 6

#### Efectos a corto plazo
El impacto de la firma del tratado 6 tuvo un efecto significativo en la vida de los cri tanto para quienes firmaron el tratado como para quienes no lo firmaron. Oso Grande se resistió a firmar el tratado, con la esperanza de poder esperar un mejor acuerdo con el gobierno canadiense. El gobierno canadiense pudo resistir más que cualquiera de los grupos cri que estaban muriendo lentamente de hambre y enfermedades. A pesar de que Oso Grande habló pública y consistentemente en contra de los tratados, en 1882, sufriendo de inanicion, firmaría el Tratado 6. Después de firmar el tratado, algunos cri seguían insatisfechos con la situación a la que se habían visto obligados. Aprovechando este descontento, el Jefe Wandering Spirit obtuvo apoyo y comenzó a aplicar políticas más agresivas hacia los colonos. Cuando los métis bajo el mando de Louis Riel comenzaron la rebelión del noroeste en 1885, Wandering Spirit lideraría un grupo cri para atacar el asentamiento de Frog Lake. El objetivo principal de la incursión era conseguir suministros, pero después de cierta resistencia por parte de los colonos, rápidamente se volvió violenta. Después del ataque, regresaron a la reserva con los suministros capturados sin más incidentes. Los autores de la masacre serían detenidos y juzgados por asesinato y ahorcados en 1885.

### Banda de Sweet Grass
Cuando Sweet Grass murió en 1877, su hijo quedó a cargo de mantener unida la banda que eligió a su padre. Bajo el liderazgo de Young Sweet Grass, la banda comenzó a desmoronarse debido a un conflicto interno. En este punto, Young Sweet Grass lideraría un fragmento de la banda para unirse a otros cri, quienes habían firmado el Tratado 6.  Young Sweet Grass finalmente se convertiría en jefe y nombraría al nuevo grupo Primera Nación Sweetgrass en honor a su padre. La Nación Sweetgrass se estableció en la tierra al oeste del municipio de Battleford, Saskatchewan en 1884. A partir de aquí, el grupo obtenía ingresos de la agricultura y la venta de madera, complementados en la medida de lo posible con métodos tradicionales.  En los años posteriores al asentamiento, la reserva Sweetgrass seguiría viéndose afectada por el hambre y las enfermedades. Mucha gente abandonaría la reserva debido a las políticas gubernamentales de limitar las raciones de alimentos. Esto conduciría a altas tasas de mortalidad dentro de la comunidad. En la reserva Sweetgrass, las tasas de mortalidad aumentarían después de 1885 a 185 por cada 1000 personas en la reserva.  El gobierno canadiense utilizará la táctica de retener alimentos de las reservas para forzar la cooperación. Después de resistirse a enviar a los niños al sistema escolar canadiense, los cri que vivían en la reserva no recibieron raciones de alimentos hasta que capitularon.  En 2010, la nación Sweetgrass contaba con más de 1500 miembros registrados que viven principalmente fuera de la Reserva Sweetgrass. 